# Gracula religiosa

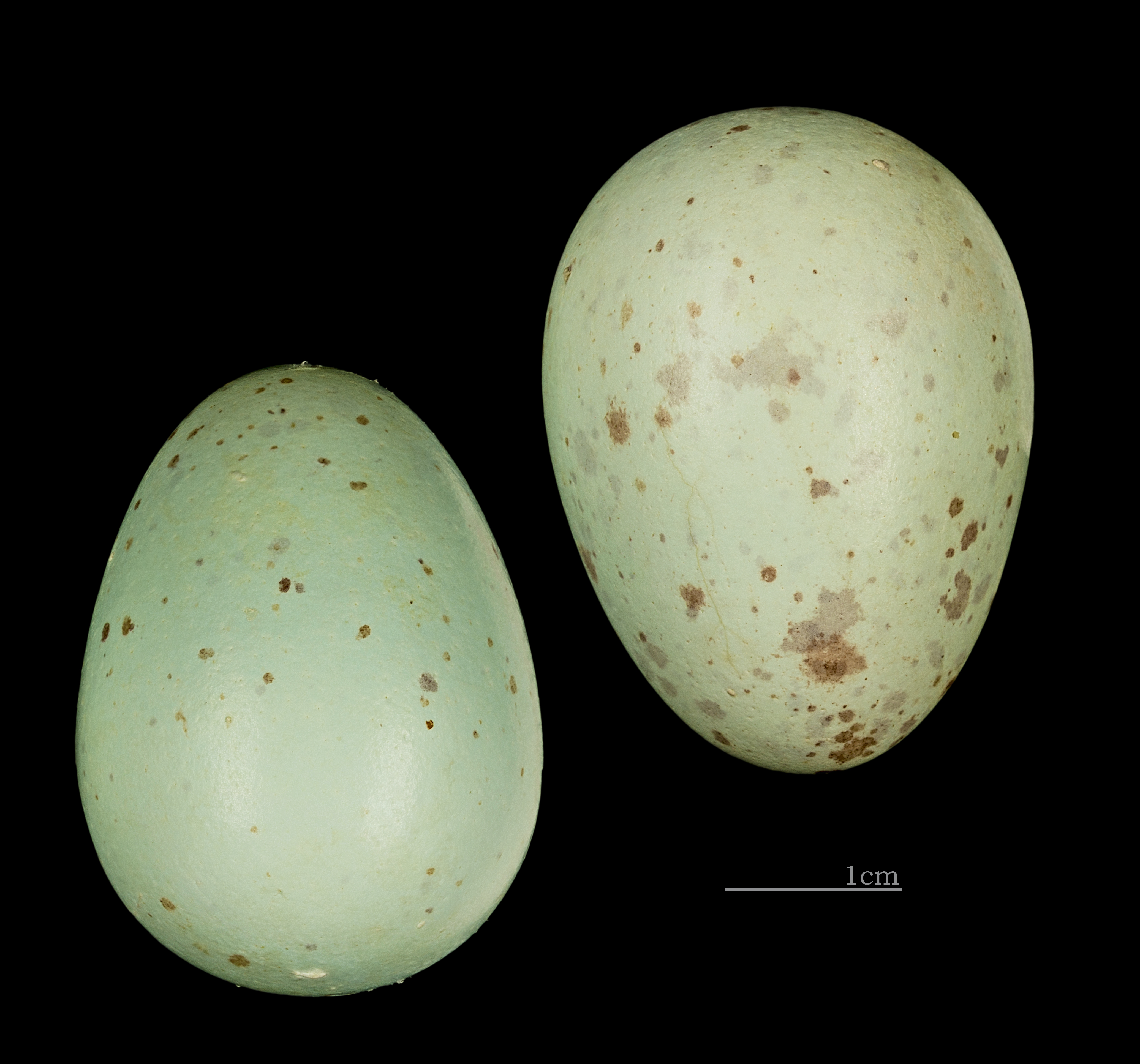
Gracula religiosa

Mainá-religioso, mainato-oriental ou mainá-da-montanha (Gracula religiosa) é uma espécie de ave da família dos esturnídeos, encontrada nas florestas montanhosas da Ásia meridional, onde constrói o ninho em cavidades de árvores. As fêmeas põem de 2 a 3 ovos, incubando-os entre 12 e 14 dias. Alimenta-se de insectos e outros pequenos animais, frutos e bagas, buscando alimento só ou em grupo nas copas das árvores.